# Мария Максимилиановна Лейхтенбергская
Княгиня Мария Максимилиановна Рома́новская, герцогиня Лейхтенбергская, в замужестве принцесса Баденская (4 (16) октября 1841, Санкт-Петербург — 3 (16) февраля 1914, Карлсруэ) — член Российского императорского дома (с титулом «Императорское высочество»). При рождении была пожалована орденом Святой Екатерины большого креста.

## Биография
Мария Максимилиановна родилась 4 (16) октября 1841 года и была второй дочерью в семье великой княгини Марии Николаевны и герцога Максимилиана Лейхтенбергского. Внучка императора Николая I и правнучка Жозефины Богарнэ.
Получила домашнее воспитание под руководством Варвары Павловны Барыковой (ум. 1861) и, по словам современницы, очень многое взяла от своей матери, была изыскана и миловидна, но только более приветлива и открыта. Если верить воспоминаниям А. Ф. Тютчевой, в конце 1858 года за ней «сильно увивался» граф Пётр Шувалов и был бы не прочь заключить брачный союз, но это ему не удалось. Мария Максимилиановна очень дорожила своим высоким положением и решила для себя, что выйдет замуж только за принца с хорошим положением, так как её совершенно не соблазнял пример брака матери".
По желанию своего сердца, она давно желала выйти замуж за принца Вильгельма Баденского (1829—1897) (третьего сына великого герцога Леопольда I и Софии Шведской, старшего брата великой княгини Ольги Фёдоровны), но великая княгиня Мария Николаевна сначала не давала своего согласия. Когда согласие на брак было получено, Мария Максимилиановна была объявлена невестой. Говорили, что Мария Николаевна имела неприятный разговор с императором, из-за того, что он дал слишком мало племяннице и действительно, из казны она получила всего 10 тыс. рублей.
Свадьба была 11 февраля 1863 года в Зимнем дворце. Супруги были дальними родственниками, их общим предком был Людвиг VIII Гессен-Дармштадтский. Принц Вильгельм и мать Марии великая княгиня Мария Николаевна были братом и сестрой в пятом колене. В браке родилось двое детей:
- Мария (1865—1939) — супруга принца Фридриха II Ангальтского (1856—1918),
- Максимилиан (1867—1929).

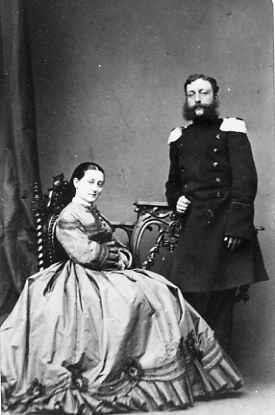
Мария и Вильгельм

Не имея средств жить в Петербурге, после замужества супруги проживали в основном в Карлсруэ, а лето проводили в Баден-Бадене или в имении  Кирхберг на берегу Констанцского озера. При участии Мария Максимилиановны в 1865 году в Карлсруэ существовала православная Крестовоздвиженская церковь, помещавшаяся во дворце герцога Вильгельма.
Иногда Мария Максимилиановна приезжала в Россию, где, по словам А. А. Половцова, «была занята сохранением достоинства внучки Николая I и более других была любезна. С виду очень похожая на свою мать, она ничуть не напоминала её». 4 апреля 1866 года она была свидетельницей покушения на императора Александра II: Мария Максимилиановна и её брат Николай Максимилианович сопровождали императора во время прогулки по Летнему саду, когда раздался выстрел Дмитрия Каракозова.
После смерти мужа Мария Максимилиановна основала в Германии организацию по борьбе с безнравственностью, целью которой было положить конец порокам среди высшего класса. С помощью великой герцогини Элеоноры Гессенской и королевы Шарлотты Вюртембергской она провела кампанию и издала брошюры с призывом ко всем королевским особам быть примером нравственности, а также разослала письма всем своим родным и друзьям, прося их, воздержаться от аморального поведения в течение года.
Скончалась Мария Максимилиановна 3 (16) февраля 1914 года в Карлсруэ и была похоронена в крипте Преображенского храма в Баден-Бадене.